# Lepidodactylus pusillus
Lepidodactylus pusillus là một loài thằn lằn trong họ Gekkonidae. Loài này được Cope mô tả khoa học đầu tiên năm 1869.